# Australia en los Juegos Paralímpicos de Atenas 2004
Australia estuvo representada en los Juegos Paralímpicos de Atenas 2004 por un total de 152 deportistas, 92 hombres y 60 mujeres.

## Medallistas
El equipo paralímpico australiano obtuvo las siguientes medallas:
| Nombre | Deporte                       | Evento                                       |
| --- | ----------------------------- | -------------------------------------------- |
| Oro |                               |                                              |
| Amy Winters | Atletismo                     | 100 m T46 femenino                           |
| Amy Winters | Atletismo                     | 200 m T46 femenino                           |
| Katrina Webb | Atletismo                     | 400 m T38 femenino                           |
| Tim Sullivan | Atletismo                     | 100 m T38 masculino                          |
| Tim Sullivan | Atletismo                     | 200 m T38 masculino                          |
| Tim Sullivan | Atletismo                     | 400 m T38 masculino                          |
| Kurt Fearnley | Atletismo                     | 5000 m T54 masculino                         |
| Kurt Fearnley | Atletismo                     | Marathon T54 masculino                       |
| Richard Colman | Atletismo                     | 800 m T53 masculino                          |
| Tim Sullivan Darren Thrupp Paul Benz Benjamin Hall | Atletismo                     | 4 × 100 m T35-38 masculino                   |
| Lindy Hou | Ciclismo en pista             | Velocidad tándem B1-3 femenino               |
| Kieran Modra | Ciclismo en pista             | Persecución individual tándem B1-3 masculino |
| Kieran Modra | Ciclismo en pista             | Velocidad tándem B1-3 masculino              |
| Greg Ball | Ciclismo en pista             | 1 km contrarreloj LC1-4 masculino            |
| Anthony Biddle | Ciclismo en pista             | 1 km contrarreloj tándem B1-3 masculino      |
| Christopher Scott | Ciclismo en pista             | Persecución individual CP4 masculino         |
| Peter Brooks | Ciclismo en pista             | Persecución individual LC1 masculino         |
| Greg Ball Peter Brooks Peter Homann Christopher Scott | Ciclismo en pista             | Velocidad por equipos LC1-4/CP 3/4 masculino |
| Mark le Flohic | Ciclismo en ruta              | Ruta triciclo CP 1/2 masculino               |
| Christopher Scott | Ciclismo en ruta              | Ruta/Contrarreloj CP4 masculino              |
| Sarah Bowen | Natación                      | 100 m braza SB6 femenino                     |
| Chantel Wolfenden | Natación                      | 400 m libre S7 femenino                      |
| Matthew Cowdrey | Natación                      | 100 m libre S9 masculino                     |
| Matthew Cowdrey | Natación                      | 200 m estilos SM9 masculino                  |
| Ben Austin | Natación                      | 100 m libre S8 masculino                     |
| Alex Hadley Alex Harris Ben Austin Sam Bramham Matthew Cowdrey Daniel Bell Rick Pendleton Rod Welsh                                                                    | Natación                      | 4 × 100 m estilos (34 ptos.) masculino       |
| Plata |                               |                                              |
| Louise Sauvage | Atletismo                     | 400 m T54 femenino                           |
| Louise Sauvage | Atletismo                     | 800 m T54 femenino                           |
| Lisa McIntosh | Atletismo                     | 200 m T37 femenino                           |
| Amanda Fraser | Atletismo                     | Disco F37 femenino                           |
| Heath Francis | Atletismo                     | 100 m T46 masculino                          |
| Heath Francis | Atletismo                     | 400 m T46 masculino                          |
| Neil Fuller | Atletismo                     | 400 m T44 masculino                          |
| Roy Daniell | Atletismo                     | Maratón T13 masculino                        |
| Kieran Ault-Connell | Atletismo                     | Jabalina F37 masculino                       |
| Hamish MacDonald | Atletismo                     | Peso F33-34 masculino                        |
| Richard Colman Kurt Fearnley Richard Nicholson Geoff Trappett | Atletismo                     | 4 × 100 m T53-54 masculino                   |
| Don Elgin Heath Francis Neil Fuller Stephen Wilson | Atletismo                     | 4 × 400 m T42-46 masculino                   |
| Lisa Chaffey Shelley Chaplin Paula Coghlan Melanie Domaschenz Karen Farrell Kylie Gauci Tina McKenzie Alison Mosely Jane Sachs Sarah Stewart Liesl Tesch Melinda Young | Baloncesto en silla de ruedas | Torneo femenino                              |
| Brendan Dowler Justin Eveson Andrew Flavel Adrian King Tristan Knowles Campbell Message Grant Mizens Brad Ness Shaun Norris Troy Sachs David Selby Daryl Taylor        | Baloncesto en silla de ruedas | Torneo masculino                             |
| Lindy Hou | Ciclismo en pista             | Persecución individual tándem B1-3 femenino  |
| Andrew Panazzolo | Ciclismo en pista             | 1 km contrarreloj CP3/4 masculino            |
| Peter Homann | Ciclismo en pista             | Persecución individual CP4 masculino         |
| Claire McLean | Ciclismo en ruta              | Contrarreloj LC1-4/CP 3/4 femenino           |
| Lindy Hou | Ciclismo en ruta              | Ruta/Contrarreloj tándem B1-3 femenino       |
| Mark le Flohic | Ciclismo en ruta              | Contrarreloj triciclo CP 1/2 masculino       |
| Peter Homann | Ciclismo en ruta              | Ruta/Contrarreloj CP4 masculino              |
| Jan Pike | Hípica                        | Doma individual grado I mixto                |
| Darren Gardiner | Levantamiento de potencia     | +100 kg masculino                            |
| Prue Watt | Natación                      | 50 m libre S13 femenino                      |
| Prue Watt | Natación                      | 100 m libre S13 femenino                     |
| Prue Watt | Natación                      | 400 m libre S13 femenino                     |
| Prue Watt | Natación                      | 100 m mariposa S13 femenino                  |
| Prue Watt | Natación                      | 200 m estilos SM13 femenino                  |
| Chantel Wolfenden | Natación                      | 100 m libre S7 femenino                      |
| Lichelle Clarke | Natación                      | 400 m libre S8 femenino                      |
| Daniel Bell | Natación                      | 100 m braza SB9 masculino                    |
| Daniel Bell | Natación                      | 100 m mariposa S10 masculino                 |
| Ben Austin | Natación                      | 100 m mariposa S8 masculino                  |
| Ben Austin | Natación                      | 200 m estilos SM8 masculino                  |
| Matthew Cowdrey | Natación                      | 100 m mariposa S9 masculino                  |
| Rod Welsh | Natación                      | 200 m estilos SM10 masculino                 |
| Alex Hadley Alex Harris Ben Austin Ricardo Moffatti Sam Bramham Matthew Cowdrey Daniel Bell Rod Welsh                                                                  | Natación                      | 4 × 100 m libre (34 ptos.) masculino         |
| David Hall | Tenis en silla de ruedas      | Individual masculino                         |
| Ashley Adams | Tiro                          | Rifle libre en posición tendida SH1 mixto    |
| Bronce |                               |                                              |
| Lisa McIntosh | Atletismo                     | 100 m T37 femenino                           |
| Angela Ballard | Atletismo                     | 100 m T53 femenino                           |
| Jodi Willis-Roberts | Atletismo                     | Peso F12 femenino                            |
| Darren Thrupp | Atletismo                     | 100 m T37 masculino                          |
| Darren Thrupp | Atletismo                     | Salto de longitud F36-38 masculino           |
| Heath Francis | Atletismo                     | 200 m T46 masculino                          |
| Russell Short | Atletismo                     | Peso F13 masculino                           |
| Nicholas Larionow | Atletismo                     | Peso F36 masculino                           |
| Don Elgin | Atletismo                     | Pentatlón P44 masculino                      |
| Don Elgin Heath Francis Neil Fuller Stephen Wilson | Atletismo                     | 4 × 100 m T42-46 masculino                   |
| Lindy Hou | Ciclismo en pista             | 1 km contrarreloj tándem B1-3 femenino       |
| Janet Shaw | Ciclismo en pista             | Persecución individual tándem B1-3 femenino  |
| Andrew Panazzolo | Ciclismo en pista             | Persecución individual CP3 masculino         |
| Anthony Biddle | Ciclismo en pista             | Velocidad tándem B1-3 masculino              |
| Janet Shaw | Ciclismo en ruta              | Ruta/Contrarreloj tándem B1-3 femenino       |
| Kieran Modra | Ciclismo en ruta              | Ruta/Contrarreloj tándem B1-3 masculino      |
| Peter Brooks | Ciclismo en ruta              | Ruta/Contrarreloj LC1 masculino              |
| Jan Pike | Hípica                        | Doma individual estilo libre grado I mixto   |
| Marayke Jonkers | Natación                      | 50 m braza SB3 femenino                      |
| Marayke Jonkers | Natación                      | 150 m estilos SM4 femenino                   |
| Chantel Wolfenden | Natación                      | 100 m espalda S7 femenino                    |
| Chantel Wolfenden | Natación                      | 200 m estilos SM7 femenino                   |
| Prue Watt | Natación                      | 100 m braza SB13 femenino                    |
| Sarah Rose | Natación                      | 50 m mariposa S6 femenino                    |
| Kate Bailey | Natación                      | 100 m mariposa S9 femenino                   |
| Chantel Wolfenden Lichelle Clarke Katrina Lewis Mandy Drennan | Natación                      | 4 × 100 m libre (34 ptos.) femenino          |
| Chantel Wolfenden Brooke Stockham Hannah Macdougall Kate Bailey | Natación                      | 4 × 100 m estilos (34 ptos.) femenino        |
| Matthew Cowdrey | Natación                      | 50 m libre S9 masculino                      |
| Matthew Cowdrey | Natación                      | 400 m libre S9 masculino                     |
| Ben Austin | Natación                      | 50 m libre S8 masculino                      |
| Ricardo Moffatti | Natación                      | 100 m libre S8 masculino                     |
| Rod Welsh | Natación                      | 100 m espalda S10 masculino                  |
| Sam Bramham | Natación                      | 100 m mariposa S9 masculino                  |
| Daniela Di Toro | Tenis en silla de ruedas      | Individual femenino                          |
| David Hall Anthony Bonaccurso | Tenis en silla de ruedas      | Dobles masculino                             |
| Ashley Adams | Tiro                          | Rifle de aire de pie SH1 masculino           |